# Andriașivka, Romnî
Andriașivka (în ucraineană Андріяшівка) este localitatea de reședință a comunei Andriașivka din raionul Romnî, regiunea Sumî, Ucraina.

## Demografie
Componența lingvistică a localității Andriașivka
     Ucraineană (97,94%)
     Rusă (2,01%)
     Alte limbi (0,05%)
Conform recensământului din 2001, majoritatea populației localității Andriașivka era vorbitoare de ucraineană (97,94%), existând în minoritate și vorbitori de rusă (2,01%).